# Senato degli Stati Uniti
Il Senato degli Stati Uniti (in inglese United States Senate) è uno dei due rami del Congresso degli Stati Uniti, essendo l'altro la Camera dei rappresentanti. Ha sede nella capitale federale Washington.
La sua organizzazione e i suoi poteri sono delineati dall'articolo 1 della costituzione degli Stati Uniti d'America. Il Senato è presieduto dal vicepresidente degli Stati Uniti d'America; condivide con la Camera il potere legislativo e le funzioni di controllo dell'operato dell'esecutivo, ma possiede anche alcuni poteri esclusivi, tra cui la ratifica dei trattati internazionali e l'approvazione delle nomine di molti funzionari e dei giudici federali.

## Origini e caratteristiche
Gli autori della Costituzione crearono un Congresso bicamerale, poiché desideravano che ci fossero due camere che si controllassero reciprocamente. Una delle due (la Camera dei rappresentanti) era intesa come "camera del popolo", molto sensibile all'opinione pubblica. L'altra (il Senato) avrebbe dovuto essere un'assemblea di saggi più riflessiva e ponderata, che rappresentasse in modo eguale tutti gli stati, secondo quanto previsto dal compromesso del Connecticut.
Rispetto alla Camera dei rappresentanti, il Senato è meno numeroso e i suoi membri hanno un mandato più lungo, e questo consente un'atmosfera più collegiale e meno partigiana, meno influenzata dalla pubblica opinione. Il Senato e i suoi membri hanno generalmente maggior prestigio rispetto alla Camera, poiché il mandato dei senatori è più duraturo, l'assemblea è meno numerosa e i senatori rappresentano interi stati e non singoli distretti come i rappresentanti.
La sua aula si trova nell'ala nord del Congresso a Washington, mentre la Camera dei rappresentanti si riunisce nell'ala sud.

## Membri ed elezioni
Ogni Stato degli Stati Uniti è rappresentato da due membri, indipendentemente dalla sua popolazione; pertanto il Senato è attualmente composto da cento senatori. Il Distretto di Columbia e i territori non hanno rappresentanza in Senato.
Ciascun senatore è eletto per sei anni, ma le scadenze dei mandati sono distribuite nel tempo con un sistema di classi, in modo che un terzo dei senatori sia rinnovato ogni due anni (così, ad esempio, i senatori eletti nel 2020 scadranno nel 2026; quelli eletti nel 2022 scadranno nel 2028; e quelli eletti nel 2024 scadranno nel 2030). Le elezioni dei due senatori che rappresentano ciascuno Stato hanno luogo in anni diversi (così, ad esempio, i due senatori della California sono stati eletti nel 2022 e nel 2024), e ciascun senatore è eletto dall'intero corpo elettorale dello Stato. Le elezioni si tengono nell'Election Day (cioè il primo martedì dopo il primo lunedì di novembre) degli anni pari; gli eletti entrano in carica all'inizio di gennaio dell'anno successivo.
In origine i senatori erano eletti dai parlamenti dei singoli stati, ma tale sistema si rivelò essere inadatto, favorendo casi di corruzione e intimidazione. Inoltre, a volte le divisioni politiche all'interno degli stati erano tali da non permettere la nomina di senatori: in alcuni casi i seggi al Senato rimanevano vacanti per diversi anni. Per questi motivi, e anche a seguito di un sempre più alto sostegno popolare in favore di un cambiamento, a partire dal 1913 e dopo l'approvazione dell XVII emendamento alla Costituzione degli Stati Uniti, i senatori sono eletti direttamente dal corpo elettorale. Sono eleggibili coloro che hanno compiuto trent'anni di età, sono cittadini americani da almeno nove anni, e alla data di elezione sono residenti nello Stato per il quale sono eletti. In quasi tutti gli stati per l'elezione viene utilizzato il sistema maggioritario semplice (detto plurality: ogni elettore vota per un candidato e viene eletto il candidato che ottiene la maggioranza relativa dei voti), mentre la Louisiana e la Georgia adottano un metodo uninominale a doppio turno (detto majority).
Quando il seggio di un senatore diviene vacante (ad esempio, per morte o dimissioni) prima della scadenza normale di sei anni, si tiene un'elezione suppletiva per scegliere un nuovo senatore, che resta in carica per la parte restante del mandato. Tuttavia in quasi tutti gli stati il governatore ha il potere di nominare un sostituto, che resta in carica fino a quando si tiene l'elezione suppletiva.

## Organizzazione interna

### Presidenza
Il vicepresidente degli Stati Uniti d'America è il presidente del Senato, ma non ne è membro e non ha diritto di voto, tranne che in caso di parità. Il vicepresidente solitamente non esercita le sue funzioni di Presidente del Senato, tranne che in occasioni cerimoniali. La presidenza dell'assemblea in caso di assenza del vicepresidente spetta al Presidente pro tempore.

### Capigruppo e Regolamento
Ciascuno dei partiti rappresentati nel Senato elegge un capogruppo.
I lavori del Senato sono regolati in parte da un regolamento interno, e in parte dalla prassi e dalla tradizione. Molte decisioni procedurali sono prese per consenso unanime. Durante i dibattiti, un senatore può parlare soltanto se colui che presiede la seduta gli concede la parola, ma essa deve sempre essere concessa ai senatori nell'ordine in cui essi la richiedono; tuttavia per prassi viene accordata la precedenza ai capigruppo di maggioranza e di minoranza. Non vi sono limiti alla durata dei singoli interventi, a meno che la stessa assemblea ponga un termine per la discussione. Questa caratteristica della procedura del Senato può essere utilizzata per praticare l'ostruzionismo (filibustering), che consiste nel prolungare indefinitamente il dibattito su una determinata questione: in questo modo una minoranza di senatori può di fatto impedire l'approvazione di una misura a cui è contraria. In questa situazione il dibattito può essere chiuso e l'ostruzionismo superato, solo con l'approvazione di un'apposita mozione (cloture) che - fino al 113º Congresso - richiedeva sempre la maggioranza dei tre quinti dei membri, in un numero fissato a 60. Il regolamento vieta ad un senatore di intervenire più di due volte nello stesso giorno sul medesimo argomento (XXI-"Regola dei due discorsi"): come è tipico in caso di ostruzionismo, ciò richiede di prolungare la durata delle sedute a oltranza, finché i rappresentanti delle minoranze non hanno esaurito il tempo a disposizione per esercitare il loro diritto di parola.

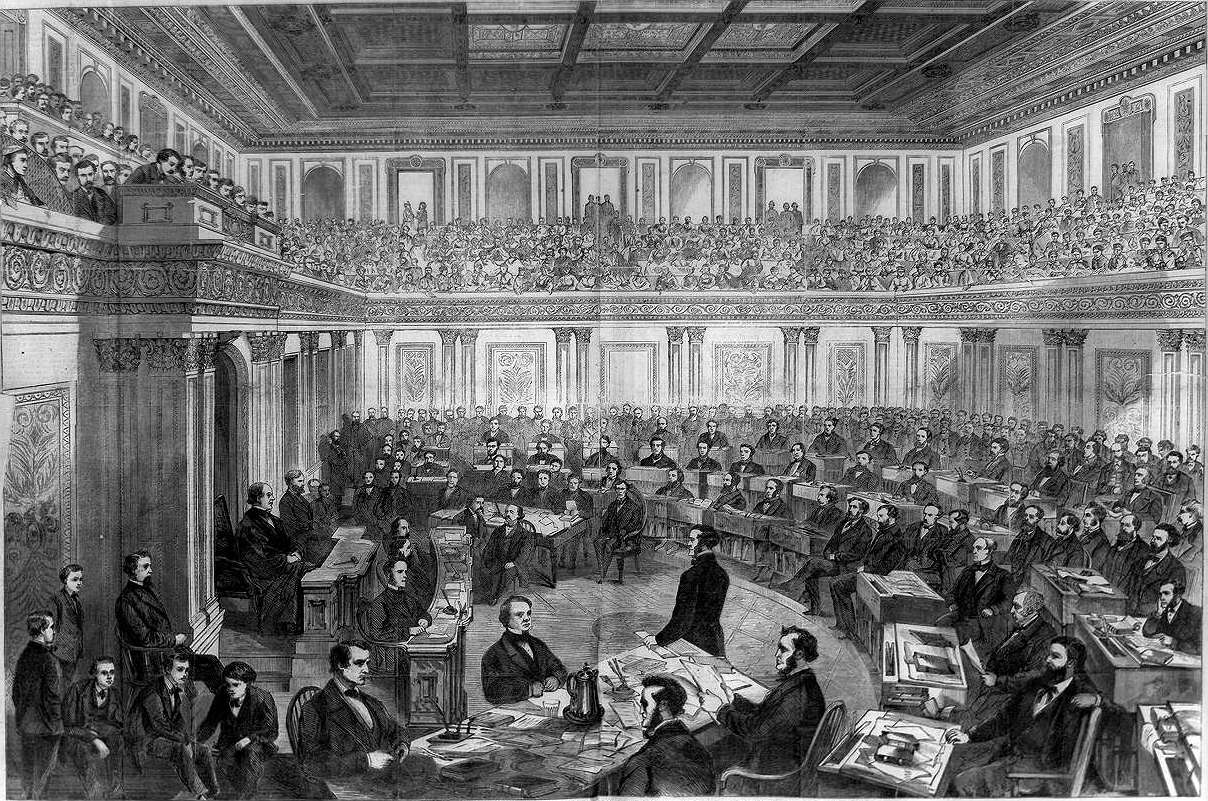
Il Senato ha il potere di condurre i processi per impeachment. L'immagine qui sopra raffigura il processo per l'impeachment di Andrew Johnson.

### Commissioni
Il Senato comprende sedici commissioni permanenti, ciascuna delle quali competente per una determinata materia: 
- Affari dei veterani;
- Agricoltura, nutrizione e foreste;
- Ambiente e lavori pubblici;
- Attività bancarie, alloggi e affari urbani;
- Bilancio;
- Commercio, scienza e trasporti;
- Energia e risorse naturali;
- Finanze;
- Forze armate;
- Piccole aziende e imprenditoria;
- Rapporti con l'estero;
- Regolamento e amministrazione;
- Sanità, istruzione, lavoro e pensioni;
- Sicurezza interna e affari governativi;
- Sistema giudiziario;
- Stanziamenti.

Ciascuna commissione, nelle materie di sua competenza, esamina preliminarmente le proposte di legge e le nomine presidenziali, e ha funzioni di controllo sulle azioni dell'esecutivo. Le commissioni sono presiedute da un senatore del partito di maggioranza, di solito scelto tra quelli con la maggiore anzianità di servizio.
Esistono anche quattro commissioni speciali: 
- Affari indiani;
- Etica;
- Servizi segreti;
- Terza età.

Nonché quattro commissioni congiunte, che comprendono anche membri della Camera dei Rappresentanti, che tuttavia hanno poteri meno estesi rispetto a quelle permanenti:
- Pubblicazioni governative;
- Fisco;
- Biblioteca del Congresso;
- Commissione economica congiunta;

## Poteri e funzioni

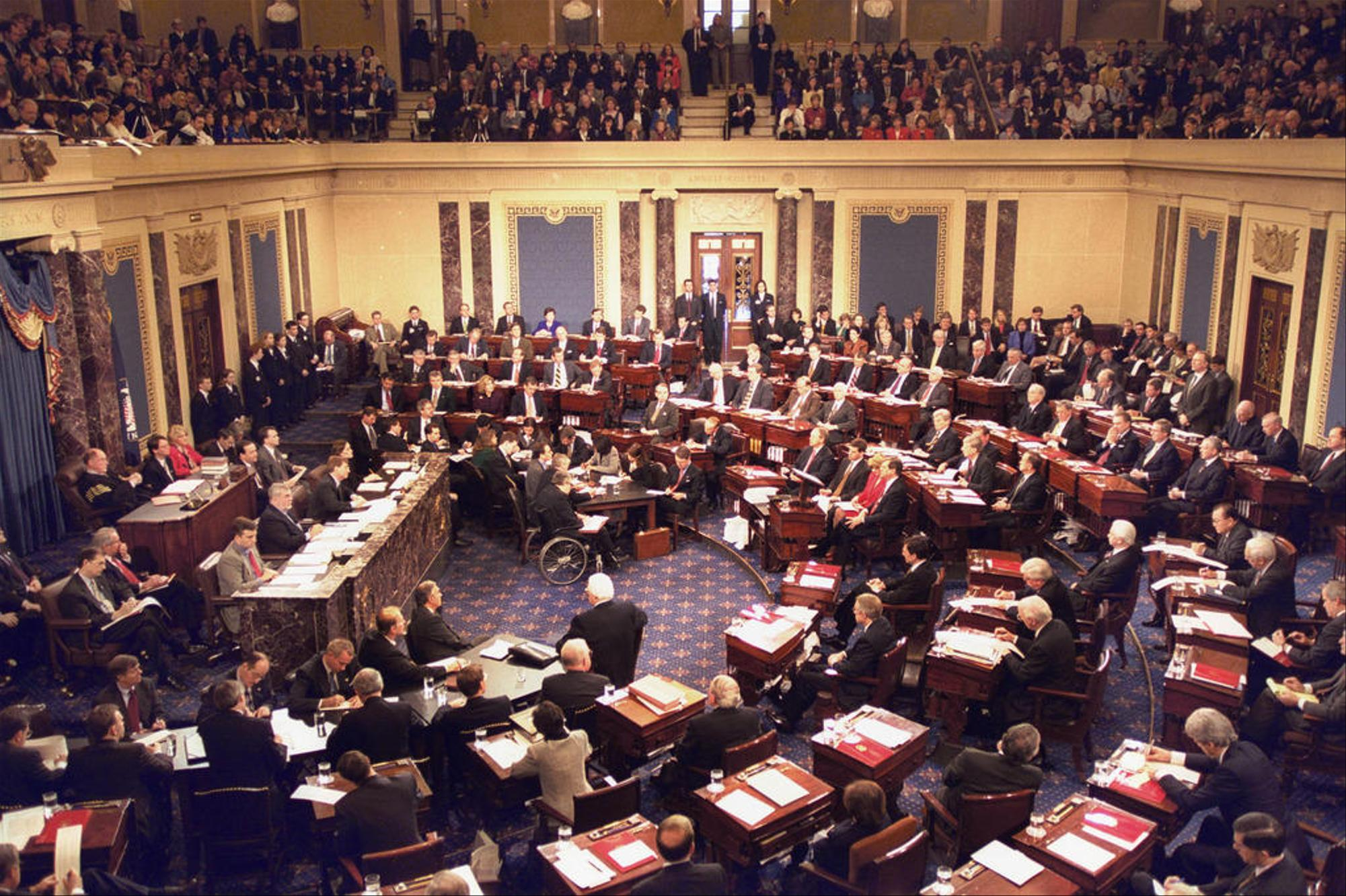
Il processo per l'impeachment di Bill Clinton.

Il Senato condivide con la Camera dei Rappresentanti il potere legislativo. I senatori possono presentare proposte di legge; non possono però proporre leggi tributarie (questa funzione spetta in esclusiva ai rappresentanti), anche se possono modificarle senza limitazioni. Ciascuna proposta, per divenire legge, deve essere esaminata e approvata da entrambe le camere. Se le due camere approvano versioni diverse della stessa proposta, di solito viene nominata una commissione congiunta (conference committee) che elabora un testo di compromesso, da sottoporre nuovamente alle due camere per l'approvazione definitiva.
Il Senato ha alcuni poteri esclusivi, di cui la Camera è priva; in particolare, esso ha la facoltà di accettare o respingere le nomine di funzionari e giudici federali effettuate dal Presidente. Inoltre, solo il senato ha il potere di concludere trattati internazionali.
Nel procedimento di impeachment (cioè di rimozione dalla carica del Presidente, di un funzionario o di un giudice federale) alla Camera spetta la formulazione dei capi di accusa nei confronti dell'imputato, che poi viene eventualmente rimosso dal suo incarico da parte del Senato in caso di assenso della maggioranza dei due terzi (mentre per la formulazione dei capi d'accusa è sufficiente la maggioranza assoluta). Se l'accusato è il Presidente degli Stati Uniti, il processo è presieduto dal Giudice Capo della Corte Suprema.
Il Senato ha inoltre il potere di eleggere il Vice Presidente degli Stati Uniti, se nessun candidato ottiene la maggioranza assoluta dei voti dei grandi elettori presidenziali (tuttavia questo si è verificato una sola volta, nel 1837, quando elesse Richard Mentor Johnson).

## Composizione

Membri del Senato degli Stati Uniti per classe dal sistema a termini scaglionati per il 119º Congresso degli Stati Uniti d'America

Il Presidente è ex-officio il vicepresidente degli Stati Uniti d'America J.D Vance (repubblicano); il presidente pro tempore è Chuck Grassley (repubblicano, eletto nello Stato dell’Iowa); il leader di maggioranza è John Thune (repubblicano, eletto nello Stato del Dakota del Sud); il leader di minoranza è Chuck Schumer (democratico, eletto nel Stato di New York).
A seguito delle elezioni del 5 novembre 2024, attualmente la composizione del Senato è di 53 repubblicani e 47 democratici (tra cui 2 indipendenti, tutti però affiliati al caucus democratico).

### Composizione attuale (dal 2025)
| Stato                | Senatori               | Senatori              | Prossima elezione |
| -------------------- | ---------------------- | --------------------- | ----------------- |
| Alabama              |                        | Katie Britt           | 2028              |
| Alabama              | Tommy Tuberville       | 2026                  |                   |
| Alaska               |                        | Lisa Murkowski        | 2028              |
| Alaska               | Daniel Sullivan        | 2026                  |                   |
| Arizona              |                        | Ruben Gallego         | 2030              |
| Arizona              | Mark Kelly             | 2028                  |                   |
| Arkansas             |                        | John Boozman          | 2028              |
| Arkansas             | Tom Cotton             | 2026                  |                   |
| California           |                        | Adam Schiff           | 2030              |
| California           | Alex Padilla           | 2028                  |                   |
| Carolina del Nord    |                        | Ted Budd              | 2028              |
| Carolina del Nord    | Thom Tillis            | 2026                  |                   |
| Carolina del Sud     |                        | Tim Scott             | 2028              |
| Carolina del Sud     | Lindsey Graham         | 2026                  |                   |
| Colorado             |                        | Michael Bennet        | 2028              |
| Colorado             | John Hickenlooper      | 2026                  |                   |
| Connecticut          |                        | Chris Murphy          | 2030              |
| Connecticut          | Richard Blumenthal     | 2028                  |                   |
| Dakota del Nord      |                        | Kevin Cramer          | 2030              |
| Dakota del Nord      | John Hoeven            | 2028                  |                   |
| Dakota del Sud       |                        | John Thune            | 2028              |
| Dakota del Sud       | Mike Rounds            | 2026                  |                   |
| Delaware             |                        | Lisa Blunt Rochester  | 2030              |
| Delaware             | Chris Coons            | 2026                  |                   |
| Florida              |                        | Rick Scott            | 2030              |
| Florida              | Ashley Moody           | 2026 (speciale), 2028 |                   |
| Georgia              |                        | Raphael Warnock       | 2028              |
| Georgia              | Jon Ossoff             | 2026                  |                   |
| Hawaii               |                        | Mazie Hirono          | 2030              |
| Hawaii               | Brian Schatz           | 2028                  |                   |
| Idaho                |                        | Mike Crapo            | 2028              |
| Idaho                | Jim Risch              | 2026                  |                   |
| Illinois             |                        | Tammy Duckworth       | 2028              |
| Illinois             | Dick Durbin            | 2026                  |                   |
| Indiana              |                        | Jim Banks             | 2030              |
| Indiana              | Todd Young             | 2028                  |                   |
| Iowa                 |                        | Chuck Grassley        | 2028              |
| Iowa                 | Joni Ernst             | 2026                  |                   |
| Kansas               |                        | Jerry Moran           | 2028              |
| Kansas               | Roger Marshall         | 2026                  |                   |
| Kentucky             |                        | Rand Paul             | 2028              |
| Kentucky             | Mitch McConnell        | 2026                  |                   |
| Louisiana            |                        | John Neely Kennedy    | 2028              |
| Louisiana            | Bill Cassidy           | 2026                  |                   |
| Maine                |                        | Angus King            | 2030              |
| Maine                |                        | Susan Collins         | 2026              |
| Maryland             |                        | Angela Alsobrooks     | 2030              |
| Maryland             | Chris Van Hollen       | 2028                  |                   |
| Massachusetts        |                        | Elizabeth Warren      | 2030              |
| Massachusetts        | Ed Markey              | 2026                  |                   |
| Michigan             |                        | Elissa Slotkin        | 2030              |
| Michigan             | Gary Peters            | 2026                  |                   |
| Minnesota            |                        | Amy Klobuchar         | 2030              |
| Minnesota            | Tina Smith             | 2026                  |                   |
| Mississippi          |                        | Roger Wicker          | 2030              |
| Mississippi          | Cindy Hyde-Smith       | 2026                  |                   |
| Missouri             |                        | Josh Hawley           | 2030              |
| Missouri             | Eric S. Schmitt        | 2028                  |                   |
| Montana              |                        | Tim Sheehy            | 2030              |
| Montana              | Steve Daines           | 2026                  |                   |
| Nebraska             |                        | Deb Fischer           | 2030              |
| Nebraska             | Pete Ricketts          | 2026                  |                   |
| Nevada               |                        | Jacky Rosen           | 2030              |
| Nevada               | Catherine Cortez Masto | 2028                  |                   |
| New Hampshire        |                        | Maggie Hassan         | 2028              |
| New Hampshire        | Jeanne Shaheen         | 2026                  |                   |
| New Jersey           |                        | Andy Kim              | 2030              |
| New Jersey           | Cory Booker            | 2026                  |                   |
| New York             |                        | Kirsten Gillibrand    | 2030              |
| New York             | Chuck Schumer          | 2028                  |                   |
| Nuovo Messico        |                        | Martin Heinrich       | 2030              |
| Nuovo Messico        | Ben R. Luján           | 2026                  |                   |
| Ohio                 |                        | Bernie Moreno         | 2030              |
| Ohio                 | Jon Husted             | 2026 (speciale), 2028 |                   |
| Oklahoma             |                        | James Lankford        | 2028              |
| Oklahoma             | Markwayne Mullin       | 2026                  |                   |
| Oregon               |                        | Ron Wyden             | 2028              |
| Oregon               | Jeff Merkley           | 2026                  |                   |
| Pennsylvania         |                        | David McCormick       | 2030              |
| Pennsylvania         |                        | John Fetterman        | 2028              |
| Rhode Island         |                        | Sheldon Whitehouse    | 2030              |
| Rhode Island         | Jack Reed              | 2026                  |                   |
| Tennessee            |                        | Marsha Blackburn      | 2030              |
| Tennessee            | Bill Hagerty           | 2026                  |                   |
| Texas                |                        | Ted Cruz              | 2030              |
| Texas                | John Cornyn            | 2026                  |                   |
| Utah                 |                        | John Curtis           | 2030              |
| Utah                 | Mike Lee               | 2028                  |                   |
| Vermont              |                        | Bernie Sanders        | 2030              |
| Vermont              |                        | Peter Welch           | 2028              |
| Virginia             |                        | Tim Kaine             | 2030              |
| Virginia             | Mark Warner            | 2026                  |                   |
| Virginia Occidentale |                        | Jim Justice           | 2030              |
| Virginia Occidentale | Shelley Moore Capito   | 2026                  |                   |
| Washington           |                        | Maria Cantwell        | 2030              |
| Washington           | Patty Murray           | 2028                  |                   |
| Wisconsin            |                        | Tammy Baldwin         | 2030              |
| Wisconsin            |                        | Ron Johnson           | 2028              |
| Wyoming              |                        | John Barrasso         | 2030              |
| Wyoming              | Cynthia Lummis         | 2026                  |                   |